# Cryptographis praxialis
Cryptographis praxialis là một loài bướm đêm trong họ Crambidae.